# Gmina Lyski
Die Gmina Lyski ist eine Landgemeinde im Powiat Rybnicki in der Woiwodschaft Schlesien in Polen. Ihr Sitz ist das gleichnamige Dorf (deutsch Lissek) mit etwa 1900 Einwohnern.

## Geographie

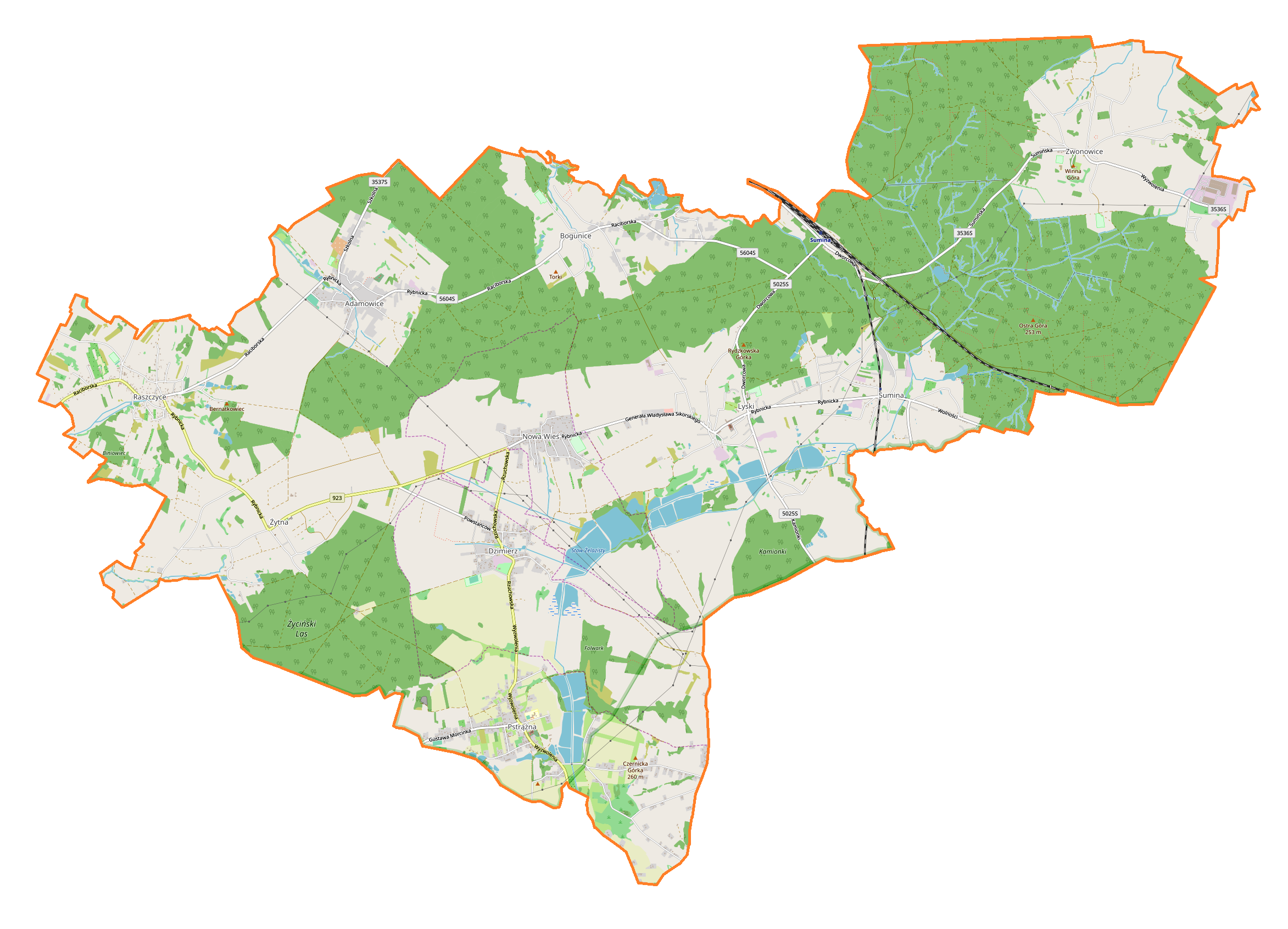
Karte der Gemeinde

Die Gemeinde liegt im Süden der Woiwodschaft und grenzt im Osten an die Kreisstadt Rybnik. Die weiteren Nachbargemeinden sind Gaszowice, Kornowac, Kuźnia Raciborska, Nędza und Racibórz. Katowice liegt etwa 45 Kilometer nordöstlich.
Die Gemeinde hat eine Fläche von 57,8 km², von der 53 Prozent land- und 36 Prozent forstwirtschaftlich genutzt werden.

## Geschichte
Die Landgemeinde wurde 1954 in Gromadas aufgelöst und 1973 wieder gebildet. Sie kam 1950 von der ehemaligen Woiwodschaft Schlesien zur Woiwodschaft Katowice (1953–1956 Woiwodschaft Stalinogrodzkie). Im Jahr 1975 wurde der Zuschnitt der Woiwodschaft verkleinert und der Powiat aufgelöst. Im Jahr 1977 wurde das Dorf Zwonowice aus der aufgelösten Gmina Chwałęcice eingegliedert. Im Januar 1999 kam die Landgemeinde Lyski wieder zum Powiat Rybnicki und zur Woiwodschaft Schlesien.
Die ehemalige Gmina Łyski wurde 1922 gegründet, da nach der Volksabstimmung in Oberschlesien am 3. Juli 1922 der größte Teil des Kreises Rybnik an Polen abgetreten wurde. Von 1954 bis 1972 gehörten die Dörfer zu den Gromadas Lyski, Pstrążna, Raszczyce und Chwałęcice.

## Partnerschaft
Es besteht eine Gemeindepartnerschaft mit Darkovice im Okres Opava in Tschechien.

## Gliederung
Zur Landgemeinde Lyski gehören zehn Dörfer mit einem Schulzenamt (sołectwo; deutsche Ortsnamen, amtlich bis 1922):
- Adamowice (Adamowitz)
- Bogunice (Bogunitz)
- Dzimierz (Dreilinden; bis 1908 Dzimierz)
- Lyski (Lissek)
- Nowa Wieś (Neudorf)
- Pstrążna (Fischgrund; bis 1908 Pstrzonsna)
- Raszczyce (Raschütz)
- Sumina (Summin)
- Zwonowice (Zwonowitz)
- Żytna (Zyttna)

## Bildung
Die Gemeinde unterhält vier Schulzentren mit angeschlossenem Kindergarten (przedszkole) in Adamowice, Lyski und Zwonowice sowie eine Grundschule (szkoła podstawowa) in Raszczyce.